# Брасс-квинтет
Брасс-квинтет (от англ. brass — медь, латунь или медные духовые инструменты) — музыкальный ансамбль, состоящий из пяти медных духовых инструментов.
Наиболее распространённый состав современного брасс-квинтета состоит из двух труб, валторны, тромбона (или эуфониума) и тубы (или бас-тромбона).

## История
История музыки для медных духовых ансамблей восходит к антифонной музыке итальянского ренессанса (Андреа и Джованни Габриели, Джироламо Фрескобальди). Однако в XVII-XVIII веках этот жанр музицирования был практически полностью забыт. В середине XIX века музыка для медных духовых ансамблей начала возрождаться, во многом благодаря Гектору Берлиозу, широко использовавшего медь в своих сочинениях.
Первыми оригинальными сочинениями для квинтета медных духовых долгое время считались 4 квинтета русского композитора Виктора Эвальда, написанные на рубеже XIX-XX веков. Оригинальный состав инструментов, для которого были написаны квинтеты Эвальда отличался от современного и состоял из 2 корнетов, альтгорна, баритона и тубы. Однако недавно были обнаружены 12 квинтетов французского композитора Жан Франсуа Беллона, написанные в 40-х годах XIX века, то есть примерно на 60 лет раньше, чем сочинения Эвальда. Его сочинения в оригинале были инструментованы для флюгельгорна, корнета, валторны, тромбона и офиклеида.
Брасс-квинтет в современном понимании появился в середине XX века в США. Первыми ансамблями такого типа стали Chicago Brass Quintet и New York Brass Quintet, состоящие соответственно из музыкантов Нью-Йоркского филармонического и Чикагского симфонического оркестров.
|                                                 |                               |                       |
| Семейный брасс-квинтет. Фотография 1860-х годов | Indianapolis Ceremonial Brass | Брасс-квинтет ВВС США |

## Репертуар
Репертуар большинства брасс-квинтетов во многом состоит из транскрипций музыкальных произведений, созданных для другого состава исполнителей. Однако в последние десятилетия с ростом популярности брасс-квинтетов во всём мире появилось также немало оригинальных сочинений для подобных ансамблей, в том числе и достаточно известных композиторов:
- Малкольм Арнольд — 2 Брасс-квинтета
- Леонард Бернстайн — Танцевальная сюита
- Виталий Буяновский — Балетная сюита[1]
- Пауль Хиндемит — Утренняя музыка
- Виктор Эвальд — 4 Брасс-квинтета

## Наиболее известные брасс-квинтеты
- American Brass
- Atlantic Brass
- Canadian Brass
- Chicago Brass
- Empire Brass
- New York Brass